# Ordre de préséance des Forces armées canadiennes

Drapeau des Forces armées canadiennes

L'ordre de préséance des Forces armées canadiennes est un ordre protocolaire définissant la séniorité des unités des Forces armées canadiennes. Il est utilisé lors de parades pour savoir quelle unité se forme à la droite, le côté senior, ou bien l'ordre dans lequel les unités défilent ou encore l'ordre dans lequel les marches sont jouées lors d'un dîner régimentaire.

## Ordre de préséance
1. Branche des opérations navales

Pavillon de la Marine royale canadienne

Drapeau du Génie militaire canadien

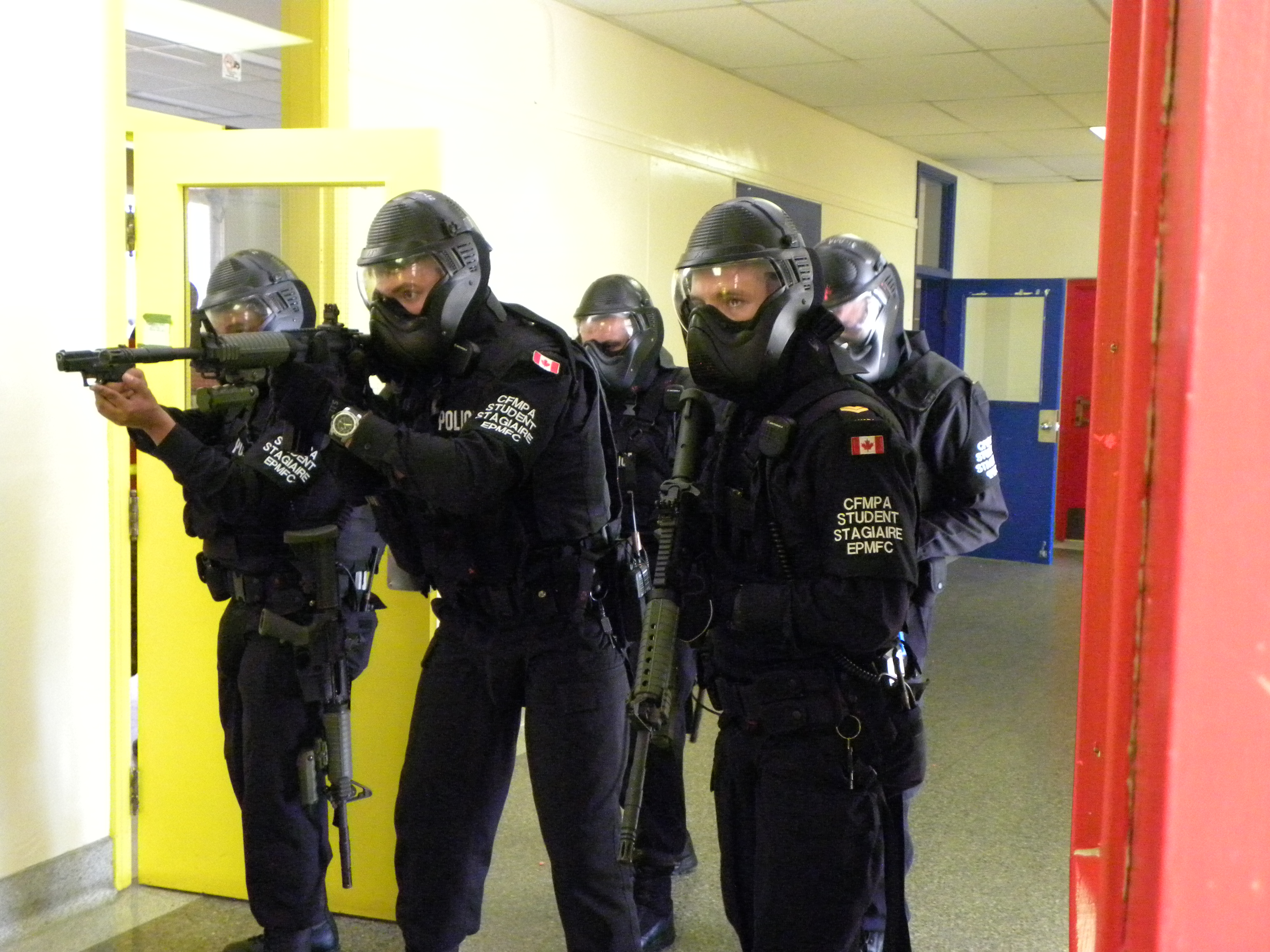
Des policiers militaires canadiens en entraînement en 2010

2. Corps blindé royal canadien (voir ci-dessous pour l'ordre de préséance des régiments blindés entre eux)
3. Artillerie royale canadienne
4. Corps du génie royal canadien/Génie militaire canadien
5. Corps royal canadien des transmissions/Branche des communications et de l'électronique
6. Corps d'infanterie royal canadien (voir ci-dessous pour l'ordre de préséance des régiments d'infanterie entre eux)
7. Branche des opérations aériennes (en)
8. Branche de la logistique (en)
9. Service de santé royal canadien
10. Corps dentaire royal canadien (en)
11. Corps du génie électrique et mécanique royal canadien
12. Service de l'aumônerie royal canadien
13. Police militaire des Forces canadiennes
14. Branche des services légaux
15. Branche des services de musique (en)
16. Branche des services de la sélection du personnel (en)
17. Branche du développement et de la formation (en)
18. Branche des affaires publiques (en)
19. Branche du service du renseignement (en)
20. Corps postal royal canadien (en)

Lors d'une parade de l'Armée canadienne, les unités de la Royal Canadian Horse Artillery (RCHA) ont préséance sur les autres unités si elles paradent avec leurs canons. Lors des parades à pied, les unités de la RCHA ont préséance sur les autres unités de l'Armée canadienne à l'exception des troupes formées d'élèves-officiers du Collège militaire royal représentant leur collège. Les unités de l'Artillerie royale canadienne paradent à la gauche des unités du Corps blindé royal canadien.

### Ordre de préséance des régiments blindés
Force régulière
1. The Royal Canadian Dragoons

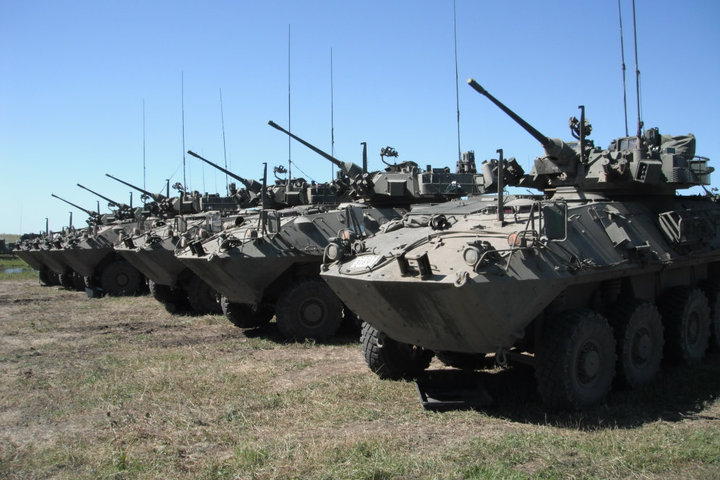
Coyotes du 12e Régiment blindé du Canada

2. Lord Strathcona's Horse (Royal Canadians)
3. 12e Régiment blindé du Canada (Force régulière)

Première réserve
1. The Governor General's Horse Guards
2. The Halifax Rifles (RCAC)

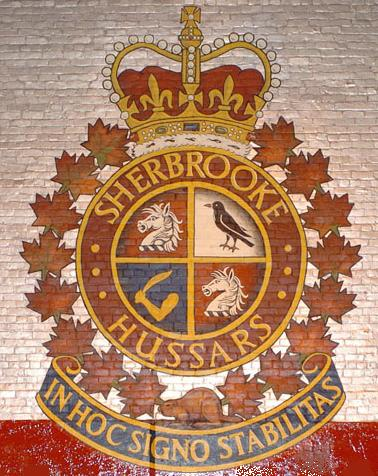
Photographie de l'insigne des Sherbrooke Hussars peinte dans leur manège militaire

3. 8th Canadian Hussars (Princess Louise's)
4. The Ontario Regiment (RCAC)
5. The Queen's York Rangers (1st American Regiment) (RCAC)
6. The Sherbrooke Hussars
7. 12e Régiment blindé du Canada (Première réserve)
8. 1st Hussars
9. The Prince Edward Island Regiment (RCAC)
10. The Royal Canadian Hussars (Montreal)
11. The British Columbia Regiment (Duke of Connaught's Own)
12. The South Alberta Light Horse
13. The Saskatchewan Dragoons
14. The King's Own Calgary Regiment (RCAC)
15. The British Columbia Dragoons (en)
16. The Fort Garry Horse
17. Le Régiment de Hull (RCAC)
18. The Windsor Regiment (RCAC) (en)

### Préséance des régiments d'infanterie
Force régulière

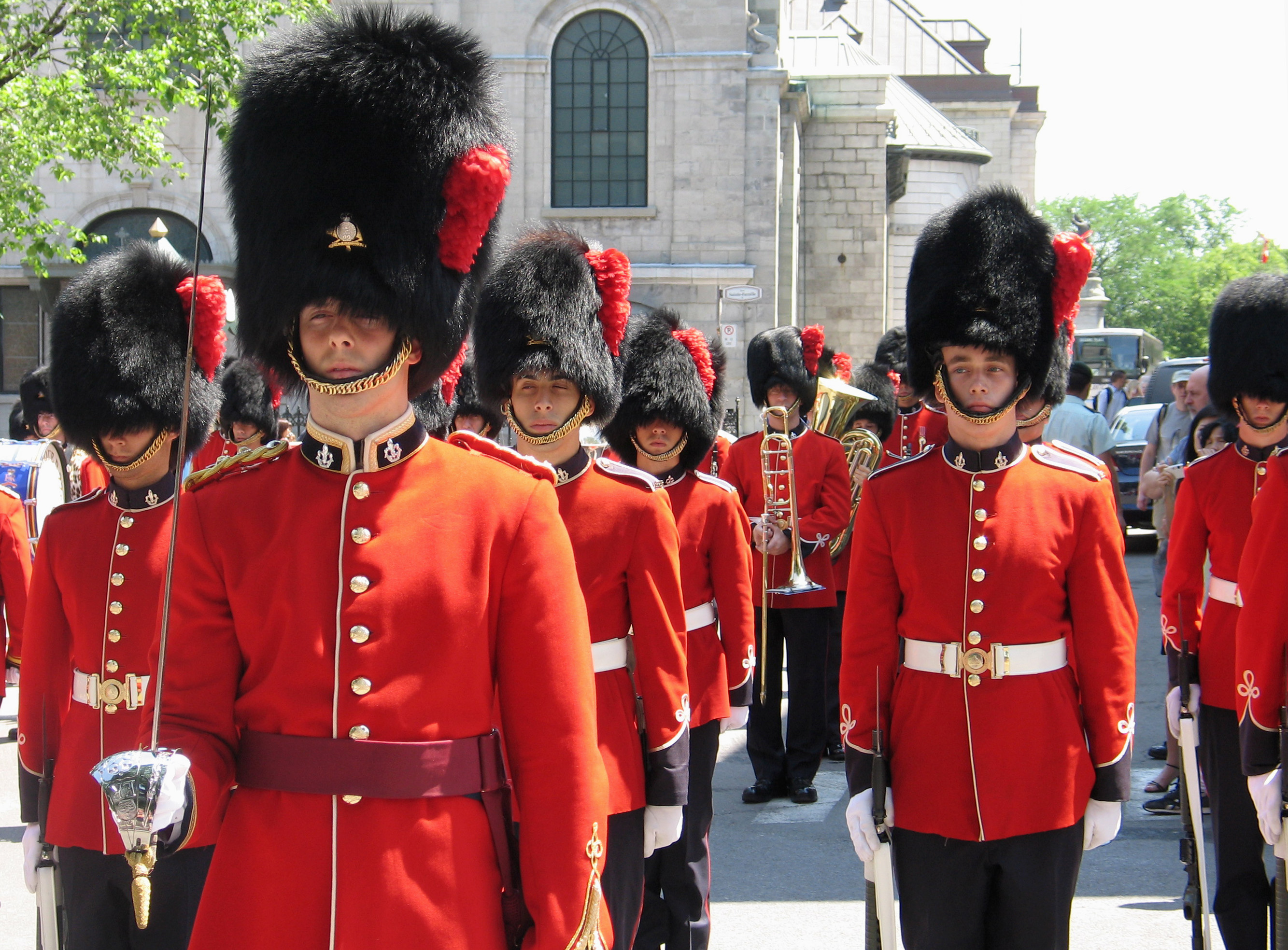
Le Royal 22e Régiment exerçant son droit de cité devant le bâtiment de l'hôtel de ville de Québec en 2006

1. The Royal Canadian Regiment (Force régulière)
2. Princess Patricia's Canadian Light Infantry (Force régulière)
3. Royal 22e Régiment (Force régulière)

Première réserve
1. Governor General's Foot Guards
2. The Canadian Grenadier Guards
3. The Queen's Own Rifles of Canada

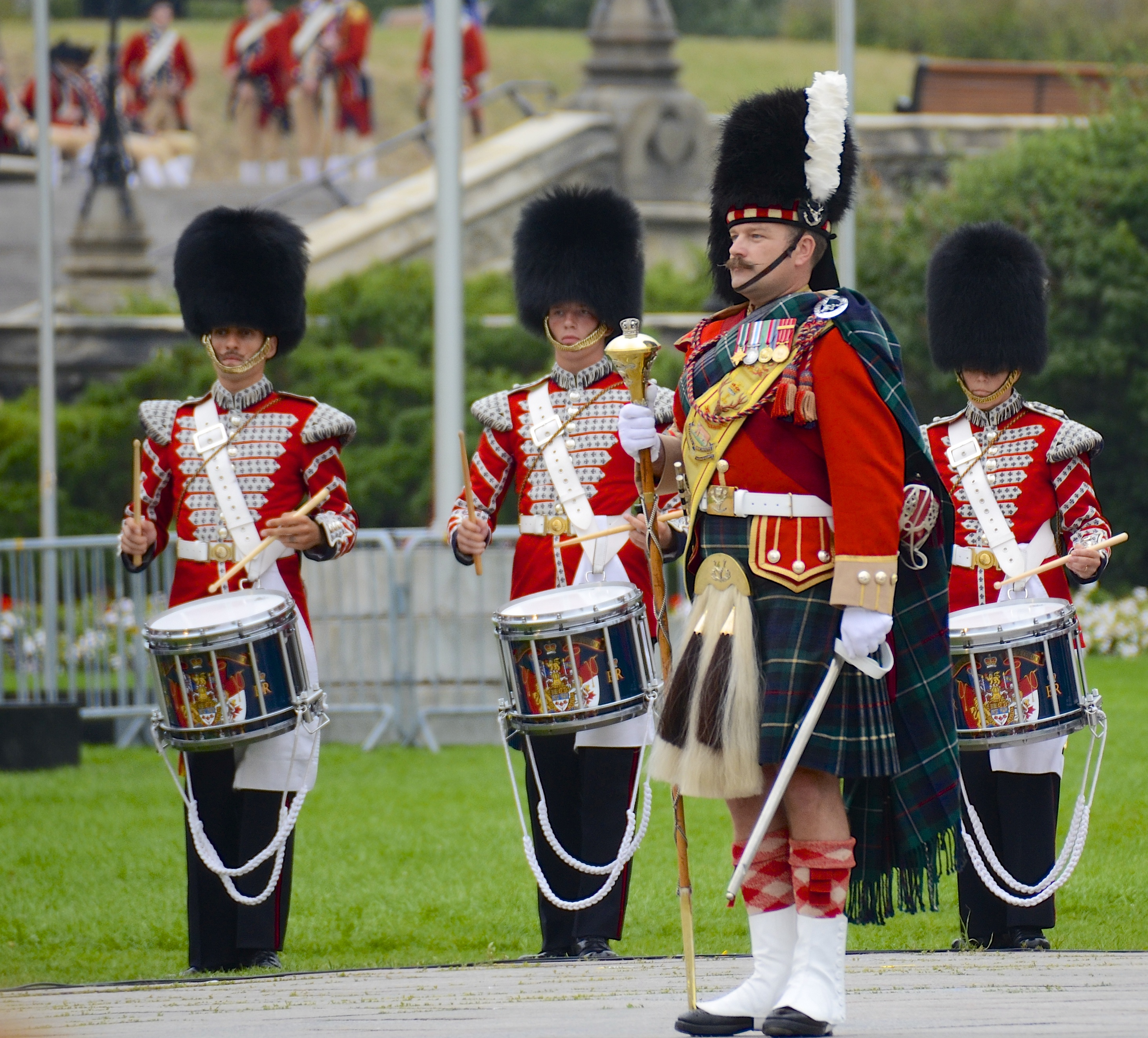
Des membres des Governor General's Foot Guards formant la musique de la Garde de cérémonie en 2012

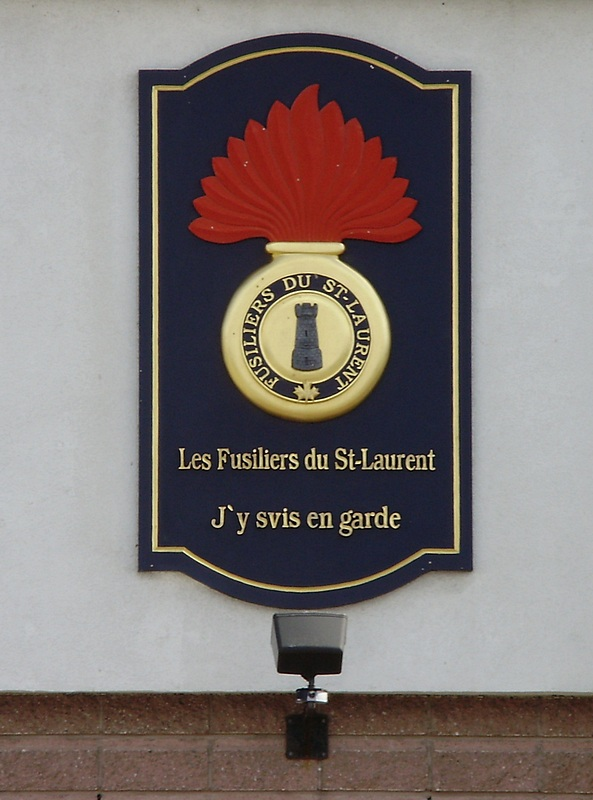
Insigne des Fusiliers du St-Laurent sur l'édifice de la deuxième Rue ouest à Rimouski, Qc, Canada.

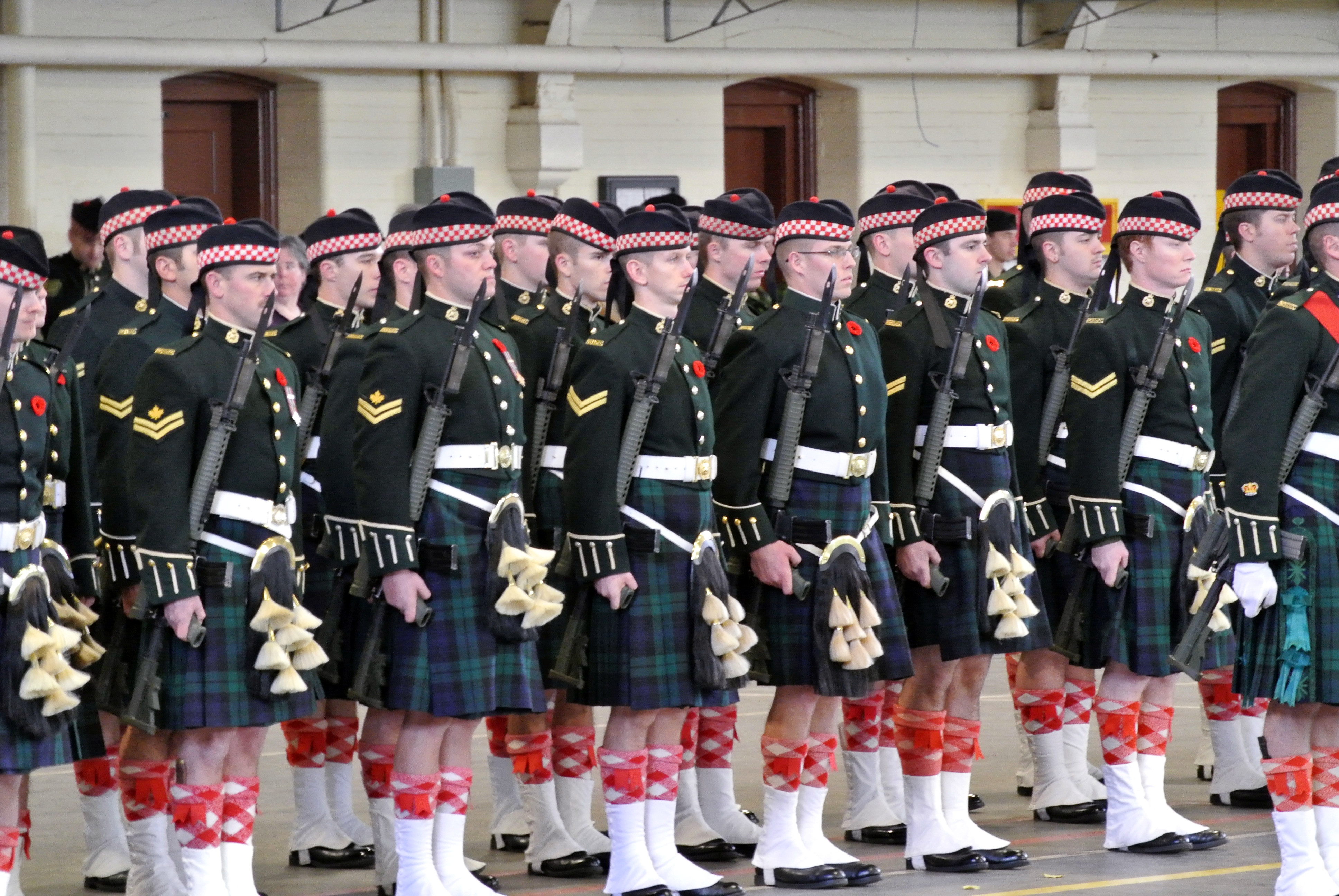
The Argyll and Sutherland Highlanders of Canada (Princess Louise's) lors d'une parade en 2013

4. The Black Watch (Royal Highland Regiment) of Canada
5. Les Voltigeurs de Québec
6. The Royal Regiment of Canada
7. The Royal Hamilton Light Infantry (Wentworth Regiment)
8. The Princess of Wales' Own Regiment
9. The Hastings and Prince Edward Regiment
10. The Lincoln and Welland Regiment
11. 4e Bataillon The Royal Canadian Regiment
12. The Royal Highland Fusiliers of Canada
13. The Grey and Simcoe Foresters
14. The Lorne Scots (Peel, Dufferin and Halton Regiment)
15. The Brockville Rifles
16. Stormont, Dundas and Glengarry Highlanders
17. Les Fusiliers du St-Laurent
18. Le Régiment de la Chaudière
19. 4e Bataillon Royal 22e Régiment (Châteauguay)
20. 6e Bataillon Royal 22e Régiment
21. Les Fusiliers Mont-Royal
22. The Princess Louise Fusiliers
23. The Royal New Brunswick Regiment
24. The West Nova Scotia Regiment
25. The North Shore (New Brunswick) Regiment
26. The Nova Scotia Highlanders
27. Le Régiment de Maisonneuve
28. The Cameron Highlanders of Ottawa (Duke of Edinburgh's Own)
29. The Royal Winnipeg Rifles
30. The Essex and Kent Scottish
31. 48th Highlanders of Canada
32. Le Régiment du Saguenay
33. The Cape Breton Highlanders
34. The Algonquin Regiment
35. The Argyll and Sutherland Highlanders of Canada (Princess Louise's)
36. The Lake Superior Scottish Regiment
37. The North Saskatchewan Regiment
38. The Royal Regina Rifles
39. The Rocky Mountain Rangers
40. The Loyal Edmonton Regiment (4e Bataillon, Princess Patricia's Canadian Light Infantry)
41. The Queen's Own Cameron Highlanders of Canada
42. The Royal Westminster Regiment
43. The Calgary Highlanders
44. Les Fusiliers de Sherbrooke
45. The Seaforth Highlanders of Canada
46. The Canadian Scottish Regiment (Princess Mary's)
47. The Royal Montreal Regiment
48. The Irish Regiment of Canada
49. The Toronto Scottish Regiment (Queen Elizabeth The Queen Mother's Own)
50. Royal Newfoundland Regiment